# Cyrix 6x86
El Cyrix 6x86 és una línia de microprocessadors x86 de 32 bits de sisena generació dissenyada i llançada per Cyrix el 1995. Cyrix, al ser una empresa sense fables, tenia els xips fabricats per IBM i SGS-Thomson. El 6x86 es va fer com a competidor directe de la línia de microprocessadors Pentium d'Intel i era compatible amb pins. Durant el desenvolupament del 6x86, la majoria d'aplicacions (programari d'oficina i jocs) realitzaven gairebé completament operacions senceres. Els dissenyadors van preveure que les aplicacions futures probablement mantindrien aquest focus d'instrucció. Per tant, per optimitzar el rendiment del xip per a la que creien que era l'aplicació més probable de la CPU, els recursos d'execució enters van rebre la major part del pressupost del transistor. Més tard, això resultaria ser un error estratègic, ja que la popularitat del P5 Pentium va fer que molts desenvolupadors de programari optimitzessin manualment el codi en llenguatge ensamblador, per aprofitar la FPU de P5 Pentium amb una latència més baixa i amb una latència més estreta. Per exemple, l'esperat shooter en primera persona Quake va utilitzar un codi de muntatge altament optimitzat dissenyat gairebé completament al voltant de la FPU del P5 Pentium. Com a resultat, el P5 Pentium va superar significativament altres CPU del joc.

## Història
El 6x86, anteriorment sota el nom en clau "M1" va ser anunciat per Cyrix l'octubre de 1995. A l'estrena només el 100 La versió MHz (P120+) estava disponible, però una de 120 La versió MHz (P150+) es va planificar per a mitjans de 1995 amb un 133 Model de MHz (P166+) posterior. Els 100 MHz (P120+) 6x86 estava disponible per als OEM per un preu de 450 dòlars per xip en grans quantitats.
A mitjans de febrer de 1996, Cyrix va anunciar que els P166+, P150+ i P133+ s'afegirien a la línia de models 6x86. IBM, que va produir els xips, també va anunciar que vendran les seves pròpies versions dels xips.
El 6x86 P200+ estava previst per a finals de 1996, i es va acabar llançant al juny.
El M2 (6x86MX) es va anunciar per primera vegada per estar en desenvolupament a mitjans de 1996. Tindria MMX i optimització de 32 bits. L'M2 també tindria algunes de les mateixes característiques que l'Intel Pentium Pro, com ara el canvi de nom del registre, la finalització fora de servei i l'execució especulativa. A més, tindria 64 KB de memòria cau sobre el 6x86 original i els 16 KB del Pentium Pro. El març de 1997, quan se li va preguntar sobre quan començaria a enviar la línia de processadors M2, el director general de Cyrix UK, Brendan Sherry, va declarar: "He llegit que serà el maig, però hem dit al final del segon trimestre i estic bastant segur que ho faré".
El 6x86L es va llançar per primera vegada el gener de 1997 per abordar els problemes de calor amb la línia 6x86 original. El 6x86L tenia una tensió de nucli en V més baixa i requeria un regulador de voltatge dividit en el pla motor.
L'abril de 1997 es va posar a la venda el primer ordinador portàtil que va utilitzar el processador 6x86. Van ser venuts per TigerDirect i tenien una pantalla DSTN de 12,1 polzades, 16 MB de memòria, 10x CD-ROM, disc dur d'1,3 GB i costaven 1.899 dòlars pel preu base.
VIA va comprar la línia Cyrix el juny de 1999 i va acabar amb el desenvolupament de processadors d'alt rendiment. El MII-433GP seria l'últim processador produït per Cyrix. A més, després de l'adquisició de VIA, el 6x86/L es va suspendre, però la línia 6x86MX/MII va continuar venent per VIA.
VIA continuaria produint el MII al llarg de la dècada de 2000. S'esperava que s'interrompés quan es va llançar el VIA Cyrix MII. No obstant això, el MII encara estava disponible per a la venda fins a mitjans/finals de 2003, es va mostrar al lloc web de VIA com a producte fins a l'octubre, i encara es va utilitzar en dispositius com els ordinadors de xarxa.

## Arquitectura

Un diagrama de blocs simplista de la microarquitectura Cyrix 6x86

El 6x86 és superescalar i superpipeline i realitza el canvi de nom del registre, l'execució especulativa, l'execució fora d'ordre i l'eliminació de dependències de dades. Tanmateix, va continuar utilitzant només l'execució x86 nativa i el microcodi normal, com el Winchip de Centaur, a diferència dels competidors Intel i AMD que van introduir el mètode de traducció dinàmica a les microoperacions amb Pentium Pro i K5. El 6x86 és compatible amb el sòcol Intel P54C Pentium i es va oferir en sis nivells de rendiment: PR 90+, PR 120+, PR 133+, PR 150+, PR 166+ i PR 200+. Aquests nivells de rendiment no s'ajusten a la velocitat de rellotge del propi xip (per exemple, un PR 133+ funcionava a 110 MHz, un PR 166+ funcionava a 133 MHz, etc.).
Els 6x86 i 6x86L no eren completament compatibles amb el conjunt d'instruccions Intel P5 Pentium i no són capaços de multiprocessador. Per aquest motiu, el xip es va identificar com un 80486 i va desactivar la instrucció CPUID per defecte. El suport de CPUID es podria habilitar activant primer els registres CCR estès i després establint el bit 7 a CCR4. La manca de compatibilitat completa amb P5 Pentium va causar problemes amb algunes aplicacions perquè els programadors havien començat a utilitzar instruccions específiques de P5 Pentium. Algunes empreses van llançar pedaços per als seus productes per fer-los funcionar al 6x86.
Els 6x86 i 6x86L no eren completament compatibles amb el conjunt d'instruccions Intel P5 Pentium i no són capaços de multiprocessador. Per aquest motiu, el xip es va identificar com un 80486 i va desactivar la instrucció CPUID per defecte. El suport de CPUID es podria habilitar activant primer els registres CCR estès i després establint el bit 7 a CCR4. La manca de compatibilitat completa amb P5 Pentium va causar problemes amb algunes aplicacions perquè els programadors havien començat a utilitzar instruccions específiques de P5 Pentium. Algunes empreses van llançar pedaços per als seus productes per fer-los funcionar al 6x86.